# 格勒布明
格勒布明（德語：Gröbming）是奥地利施泰爾馬克州利岑县的一个市镇。总面积66.94平方公里，总人口2790人，人口密度41.7人/平方公里（2008年）。